# ديفون دادلي
إسمه الحقيقي ديفون إدغار هيوز (بالإنجليزية: Devon Edger Hughes)‏ واسم الشهرة ديفون دادلي (بالإنجليزية: D-Von Dudley)‏ هو مصارع محترف أمريكي ولد في يوم 1 أغسطس 1972 في مدينة نيويورك في الولايات المتحدة وهو جزء من فريق دادلي بويز مع بوبا راي دادلي وألذي يعتبر واحد من أقوى فرق الدبليو دبليو إي.

## روابط خارجية
- ديفون دادلي على موقع IMDb (الإنجليزية)
- ديفون دادلي على موقع قاعدة بيانات الفيلم (الإنجليزية)
- ديفون دادلي على موقع دبليو دبليو إي (الإنجليزية)
- ديفون دادلي على موقع WrestlingData.com (الإنجليزية)
- ديفون دادلي على موقع CageMatch worker (الإنجليزية)
- ديفون دادلي على موقع قاعدة بيانات المصارعة على الإنترنت (الإنجليزية)
- ديفون دادلي على موقع قاعدة بيانات المصارعة على الإنترنت (الإنجليزية)
- ديفون دادلي على موقع قاعدة بيانات المصارعة على الإنترنت (الإنجليزية)
- ديفون دادلي على موقع عالم المصارعة على الإنترنت (الإنجليزية)
- ديفون دادلي على موقع عالم المصارعة على الإنترنت (الإنجليزية)